# Fonelas P-1

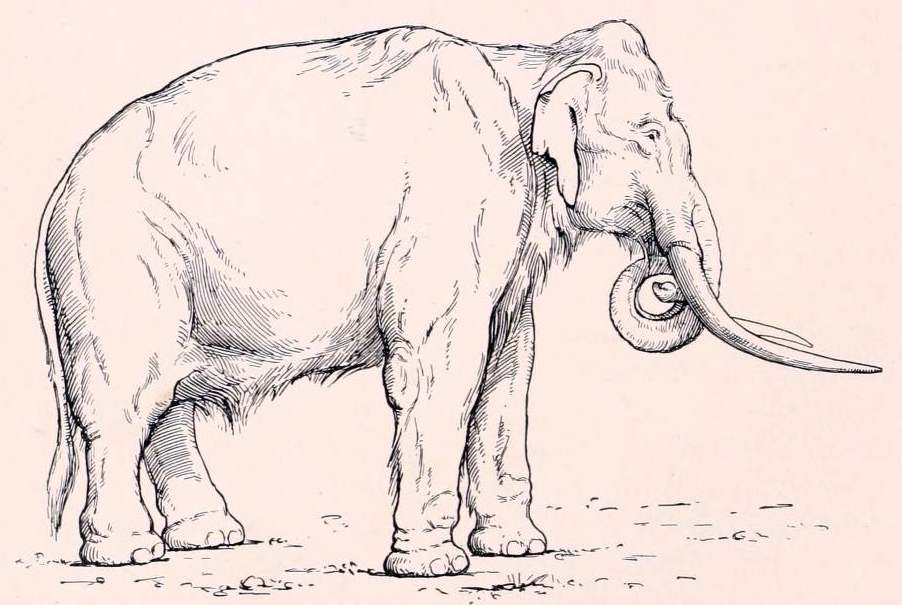
Representación de Mammuthus meridionalis, presente en Fonelas P-1.

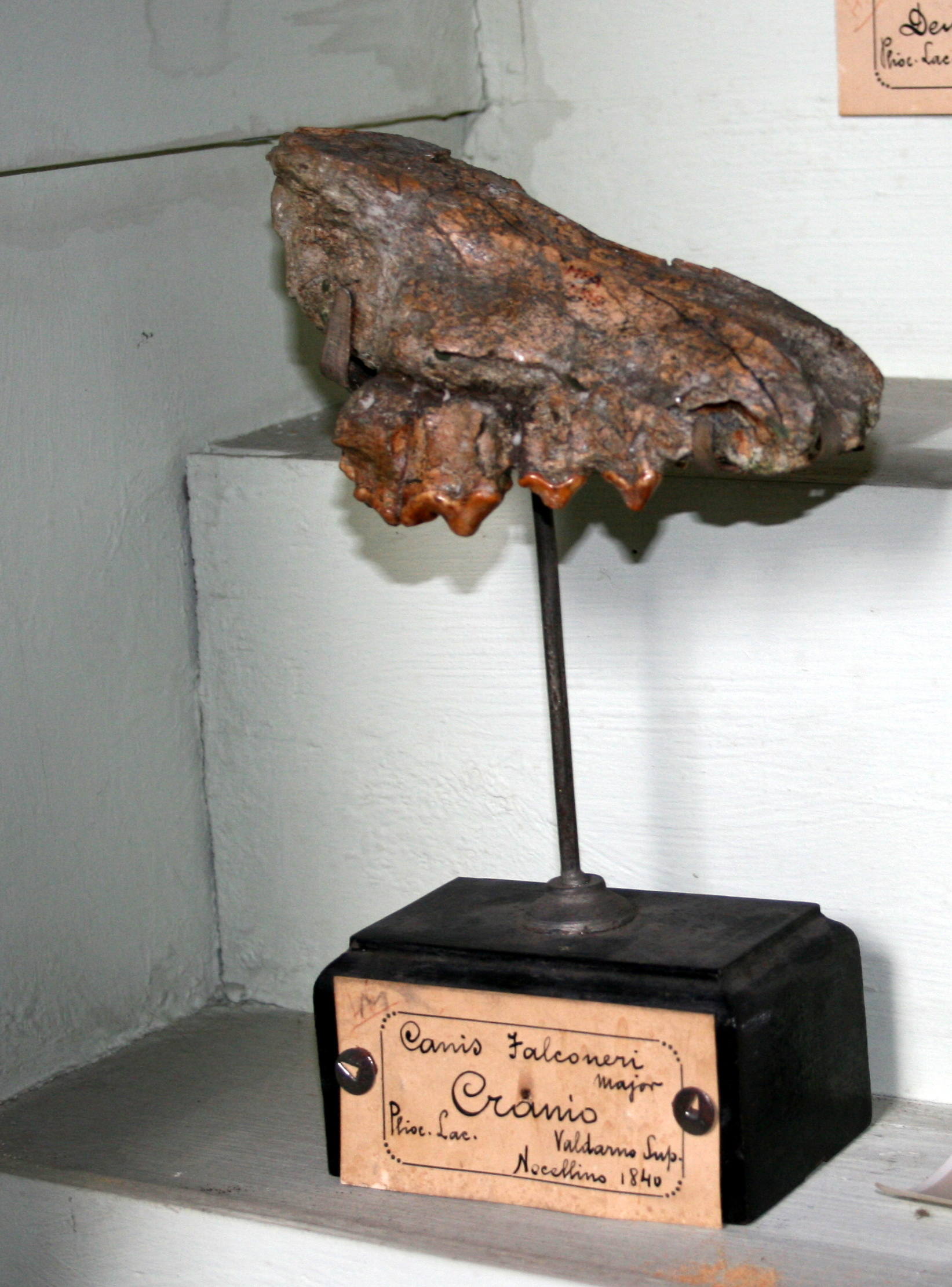
Maxilar de Canis falconeri, especie presente en Fonelas P-1.

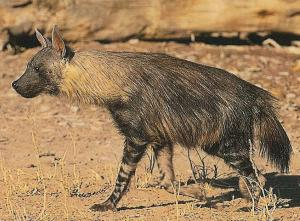
Hyaena brunnea o Hiena parda, especie presente en Fonelas P-1.

Fonelas P-1 es un yacimiento paleontológico de edad Plioceno-Pleistoceno situado en la localidad granadina de Fonelas (España).
Está declarado como «Lugar de interés geológico español de relevancia internacional» (Geosite) por el Instituto Geológico y Minero de España, con la denominación «VP014: Fonelas P-1», dentro de la categoría «yacimientos de vertebrados del Plioceno-Pleistoceno español». En 2022 fue considerado por la National Geographic Society como uno de los 17 yacimientos paleontológicos más importantes de la península ibérica.

## Características
Descubierto en el año 2000, se empezó a estudiar en el 2001 dentro del Proyecto Fonelas. En el aparecen restos fósiles de grandes mamíferos en el límite entre el Neógeno y el Cuaternario, en sedimentos (lutitas) que parecen corresponder a un medio sedimentario fluvial de meandro abandonado, que sufriría inundaciones episódicas. Es probable que los restos fósiles fueran acumulados por hienas, debido a las marcas que presentan muchos huesos.

## Taxones presentes
Se han encontrado las siguientes especies, mezcla de faunas típicamente europeas y africanas:
- Mammuthus meridionalis
- Stephanorhinus etruscus
- Eucladoceros sp.
- Metacervoceros rhenanus cf. phillisi
- Gazellospira torticornis ssp.
- Homotherium latidens
- Acinonyx pardinensis
- Megantereon cultridens ssp.
- Croizetoceros ramosus ssp.
- Lynx pardinus spelaeus
- Vulpes alopecoides
- Canis n. sp.
- Meles iberica n. sp.
- Leptobos etruscus
- Equus cf. major
- Canis etruscus
- Mitilanotherium n. sp.
- Praeovibos sp.
- Hyaena brunnea
- Potamochoerus n. sp.
- Pachycrocuta brevirostris
- Canis falconeri
- Capra n. sp.

También aparecen fósiles de microvertebrados, pero son menos numerosos.